# Aqua mirabilis
Der lateinische Begriff Aqua mirabilis (deutsch: Wunderwasser, französisch: Eau admirable, italienisch: Acqua mirabile) ist ein seit mindestens 500 Jahren benutzter Allgemein- und Sammelbegriff für zusammengesetzte Wässer unterschiedlichster Inhaltsstoffe.
Seit dem 17. Jahrhundert wird dieser Begriff vermehrt für alkoholische Wässer verwendet, welche als medizinische, kosmetische oder parfümistische Mittel Verwendung finden. Es handelt sich um eine Art Sammelname, nicht um eine Bezeichnung für Wässer von bekannter und konstanter Zusammensetzung.
Unter dem Namen „Aqua mirabilis“ findet sich eine große Zahl von Rezepturen, die sich jeweils in der Zusammensetzung unterscheiden.
Erste Aufzeichnungen bezüglich Aqua Mirabilis finden sich unter anderen in folgenden Quellen:
- „ein köstlich theurer Schatz“ Philliatri anno 1555 Zürich
- Timotheo Rosselo: Della summa de secreti universali in ogni materia. Venetia 1580
- Aqua mirabilis von Arnoldus Villanovanus in Arnoldi Villanovani: Philosophi et Medici summi opera omnia. Basileae 1585
- Philipus Hermanni: En Constrich Distillierboeck, Utrecht 1596
- Aqua mirabilis Langii in Pharmacopoea Augustana, jussu et auctoritata Amplissimi Senatus. Augustae Vindellicorum 1622
- Aqua mirabilis auf Seite 309 in Homelies qvadragesimales von Jean-Pierre Camus 1636
- Aqua mirabilis auf Seite 770 in Histoire des plantes de l'Evrope, et des plvs vsitées qvi viennent d'Asie, d'Afrique et de l'Amérique: le tovt rangé selon l'ordre dv Pinax de Gaspard Bavhin, Von Nicolas Deville 1670
- Aqua mirabilis auf Seite 168 in Dictionnaire pharmaceutique ou apparat de médecine, pharmacie et chymie, Autor: Dr. M. de Meuve, Lyon 1695

Durch eine Zusatzbezeichnung wurde aus dem Allgemeinbegriff ein klar definiertes Produkt. Erst durch den Zusatz eines Namens wurde daraus eine Marke (wie z. B. Aqua mirabilis Langii, Aqua mirabilis Farina).
Dieser Gattungsbegriff ist also ein Oberbegriff für alle alkoholischen und nichtalkoholischen Wässer, die von medizinischen Wässern wie Melissengeist, Franzbranntwein, über homöopathische Tinkturen bis zu Eau de Cologne (Kölnisch Wasser), Eau de Parfum, Parfüm, After Shave und Gesichtslotions reichen.